# Bar Imperio (álbum)
Bar Imperio es el quinto disco como solista de cantante argentino de rock Miguel Mateos. El disco fue grabado en 1998 por Universal Music (UMG).
El espectro musical abarcado en este álbum es muy amplio, juntando canciones de estilo pop de "Besa al tonto" y "Dame más" con el rock chabón de "Encuentra un lugar" y la idea más trip hop y New Age de "Panorama", el tema más largo de la carrera del músico con casi siete minutos de duración.

## Temas
1. Encuentra un lugar (2:49)
2. Fatalidad (3:48)
3. Besa al tonto (4:10)
4. Todo el mundo quieto (3:26)
5. Hacelo conmigo (4:35)
6. Bar Imperio (4:29)
7. Desamor (5:01)
8. Crac (4:17)
9. Plata o mierda (4:20)
10. Dame más (3:59)
11. Panorama (6:59)

## Músicos
1. Miguel Mateos: Teclados, guitarra, armónica y voz.
2. Alejandro Mateos: Coros y programación loops.
3. Ariel Pozzo: Guitarras.
4. Michael Thompson: Guitarras.
5. Greg Bissonette: Batería.
6. John Peña: Bajo.
7. Luis Conte: Percusión.
8. John Gilutin: Teclados.
9. David Woodford: Saxo.
10. Steve Madaio: Trompeta.
11. Nick Lane: Trombón.

## Datos Adicionales
- Producido por Miguel Mateos y Alejandro Mateos.
- Fotos: Rocca / Cherniavsky.
- Arte y Diseño Gráfico: Graciela Beccari y Héctor García.
- Masteriring: Bernie Grundman.

- Todas las canciones fueron compuestas por Miguel Mateos.
- Coproducido, Grabado y Mezclado por Brian Reeves, en los Estudios CAN-AN y Rumbo Recorders, Los Ángeles en los meses de mayo y julio de 1998.

- Fueron excluidos de la placa los temas: Corazón anónimo y  Las puertas de la percepción, de los que se grabaron demos durante la grabación de Bar Imperio.

- Es el único álbum en la que Alejandro Mateos no colabora como baterista.

- Es la única colaboración entre Miguel Mateos y la Universal Music (UMG). Debido a problemas, el álbum no estaba disponible en las plataformas digitales hasta el 2024 cuando se estrenó.

- Datos: Q5719211